# Louis Trémel
André Louis Trémel (* 27. Mai 1896 in Pleumeur-Gautier; † 19. Mai 1929 in Le Mans) war ein französischer Autorennfahrer.

## Karriere als Rennfahrer
Louis Trémel ging während seiner Karriere einmal beim 24-Stunden-Rennen von Le Mans am Start. 1924 fuhr er gemeinsam mit Louis Sire einen Werks-Rolland-Pilain C23 an die neunte Stelle der Gesamtwertung.

## Statistik

### Le-Mans-Ergebnisse
| Jahr | Team                                  | Fahrzeug                 | Teamkollege | Platzierung | Ausfallgrund |
| ---- | ------------------------------------- | ------------------------ | ----------- | ----------- | ------------ |
| 1924 | Ets. Automobiles Rolland et Pilain SA | Rolland-Pilain C23 Sport | Louis Sire  | Rang 9      |              |